# Jakec
Jakec je moško osebno ime.

## Izvor imena
Ime Jakec je različica moškega osebnega imena Jakob.

## Pogostost imena
Po podatkih Statističnega urada Republike Slovenije je bilo na dan 31. decembra 2007 v Sloveniji število moških oseb z imenom Jakec: 18.

## Osebni praznik
Osebe z imenom Jakec lahko godujejo takrat kot osebe z imenom Jaka oziroma Jakob.